# Уговець
Уговець (словен. Ugovec) — поселення в общині Оплотниця, Подравський регіон‎, Словенія.